# 自然園

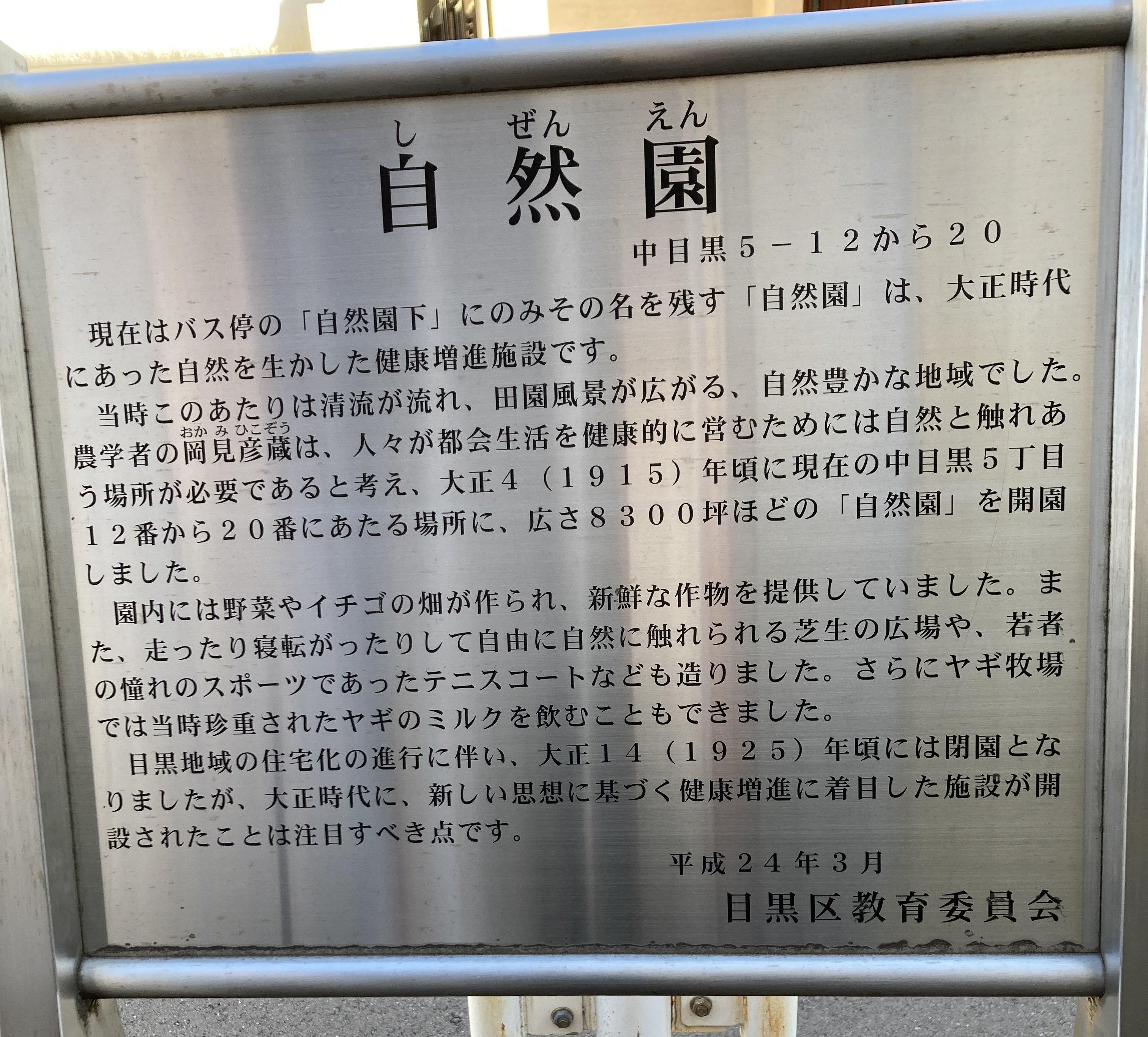
自然園の由来を示す掲示板

自然園（しぜんえん）は、かつて東京府荏原郡目黒村（現在の東京都目黒区中目黒5丁目12～20）にあった庭園。1915年（大正4年）頃開設され、1925年（大正14年）に閉園した。

## 概要
農学者で頌栄女学校校長も務めた岡見彦蔵（1860-1932）は、市民の憩いの場所として所有していた農地を健康増進施設用に整備し、「自然園」の名称で1915年頃に開放した。広さが8300坪もある園内には、複数のテニスコートを含む運動施設、果樹園、花壇、休憩所などが設けられ、春秋の行楽シーズンには新鮮な果物やヤギのミルクも用意されて、東京の人々を楽しませた。岡見は人々が健康な生活を営むには、自然と触れ合う場所が必要と考えたもので、自然園は子どもたちが遠足で訪れるなど多くの人々で賑わい親しまれていたが、周辺の宅地化に伴い1925年に閉園した。
その後は跡地に住宅が立ち並び、「自然園」の名称は目黒駅と三軒茶屋駅を結ぶ東急バス路線にある「自然園下」という停留所名にその名残を残している。2012年（平成24年）には土地の由来を示す掲示板が目黒区により設置された。